# Neus Ávila Bonastre
Neus Ávila Bonastre (* 26. Juli 1971 in Lleida) ist eine ehemalige spanische Tennisspielerin.

## Karriere
Ávila Bonastre gewann 1995 mit der spanischen Mannschaft den Fed Cup.
Bei ITF-Turnieren konnte sie einen Einzeltitel gewinnen. im April 1995 erzielte sie mit Position 105 im Einzel ihre Bestmarke in der Weltrangliste.

## Turniersieg

### Einzel
| Nr. | Datum         | Turnier | Kategorie   | Belag | Finalgegnerin | Ergebnis |
| --- | ------------- | ------- | ----------- | ----- | ------------- | -------- |
| 1   | 12. Juni 1994 | Caserta | ITF $25.000 | Sand  | Anca Barna    | 6:1, 6:2 |